# Persone di nome Marcelo/Calciatori
| Questa pagina contiene informazioni ricavate automaticamente dalle voci biografiche con l'ausilio del template Bio e di un bot. L'aggiornamento è periodico e automatico e ricostruisce completamente la pagina. Se manca una persona in questa lista, sei pregato di non aggiungerla, ma accertati piuttosto che la sua voce biografica contenga il template Bio e che i dati anagrafici siano correttamente compilati. Se il template Bio manca, inseriscilo tu stesso o, in alternativa, metti l'avviso {{tmp\|Bio}} che ne segnala la mancanza. Se i dati riportati sono sbagliati, correggi direttamente la voce biografica; le modifiche saranno visibili in questa lista entro pochi giorni. Per chiarimenti vedi il progetto antroponimi. La lista contiene solo le 113 persone che sono citate nell'enciclopedia e per le quali è stato implementato correttamente il template Bio. Pagina aggiornata al 16 ott 2024. |

Questa è una lista di persone presenti nell'enciclopedia che hanno il nome Marcelo e sono calciatori.

## A(5)
- Marcelo Allende, calciatore cileno (Pudahuel, n. 1999)
- Marcelo Alves, calciatore brasiliano (Rio de Janeiro, n. 1998)
- Marcelo Arce, calciatore paraguaiano (Asunción, n. 1998)
- Marcelo Goianira, ex calciatore brasiliano (Goiânia, n. 1980)
- Marcelo Toscano, calciatore brasiliano (Areado, n. 1985)

## C(10)
- Javier Cabrera, calciatore uruguaiano (Florida, n. 1992)
- Marcelo Ramiro Camacho, ex calciatore brasiliano (Rio de Janeiro, n. 1980)
- Marcelo Carballo, ex calciatore boliviano (Cochabamba, n. 1974)
- Marcelo Cardozo, calciatore argentino (La Plata, n. 1987)
- Marcelo Carracedo, ex calciatore argentino (Buenos Aires, n. 1970)
- Marcelo Carrusca, ex calciatore argentino (La Plata, n. 1983)
- Marcelo Cañete, calciatore argentino (Villa Lugano, n. 1990)
- Marcelo Cirino, calciatore brasiliano (Maringá, n. 1992)
- Marcelo Corrales, ex calciatore cileno (Santiago del Cile, n. 1971)
- Javier Correa, calciatore argentino (Córdoba, n. 1992)

## D(13)
- Marcelo Benevenuto, calciatore brasiliano (Resende, n. 1996)
- Marcelo De Césari, calciatore argentino
- Marcelo Devani, ex calciatore argentino (n. 1976)
- Marcelo Mariano Dias, calciatore brasiliano (Leópolis, n. 1985)
- Marcelo Alfonso Díaz, calciatore cileno (Santiago del Cile, n. 1986)
- Marcelo Djaló, calciatore spagnolo (Barcellona, n. 1993)
- Marcelinho Paulista, ex calciatore brasiliano (Cotia, n. 1973)
- Marcelo Mattos, ex calciatore brasiliano (Indiaporã, n. 1984)
- Marcelo Nicácio, ex calciatore brasiliano (Salvador, n. 1983)
- Marcelinho, calciatore brasiliano (Anicuns, n. 2002)
- Marcelo Antônio de Oliveira, calciatore brasiliano (Cascavel, n. 1996)
- Marcelo dos Santos Cipriano, ex calciatore brasiliano (Niterói, n. 1969)
- Marcelo dos Santos Ferreira, calciatore brasiliano (San Paolo, n. 1989)

## E(5)
- Marcelo Elizaga, ex calciatore ecuadoriano (Morón, n. 1972)
- Marcelo Esponda, calciatore argentino (San Jerónimo Sud, n. 2003)
- Marcelo Estigarribia, calciatore paraguaiano (Fernando de la Mora, n. 1987)
- Marcelo Estigarribia, calciatore argentino (Villaguay, n. 1995)
- Marcelo Etchegaray, calciatore argentino (General Acha, n. 1935 - † 2021)

## F(6)
- Marcelo Fernández, calciatore paraguaiano (Itá, n. 2001)
- Marcelo Goiano, ex calciatore brasiliano (Goiás, n. 1987)
- Marcelo Flores, calciatore messicano (Georgetown, n. 2003)
- Marcelo Fracchia, ex calciatore uruguaiano (Montevideo, n. 1968)
- Marcelo Freites, calciatore argentino (San Luis, n. 1998)
- Marcelo Gil Fernando, calciatore brasiliano (Osasco, n. 1990)

## G(7)
- Marcelo Alatorre, ex calciatore messicano (Guadalajara, n. 1985)
- Marcelo Hermes, calciatore brasiliano (Sarandi, n. 1995)
- Marcelo Gonçalves, ex calciatore brasiliano (Rio de Janeiro, n. 1966)
- Marcelo Grohe, calciatore brasiliano (Campo Bom, n. 1987)
- Marcelo Antônio Guedes Filho, calciatore brasiliano (São Vicente, n. 1987)
- Marcelo Guerrero, ex calciatore uruguaiano (Montevideo, n. 1983)
- Marcelo Guzmán, ex calciatore argentino (Córdoba, n. 1985)

## H(1)
- Marcelo Herrera, calciatore argentino (Corrientes, n. 1998)

## K(1)
- Marcelo Djian, ex calciatore brasiliano (San Paolo, n. 1966)

## L(6)
- Marcelo Larrondo, calciatore argentino (Tunuyán, n. 1988)
- Marcelo Leite Pereira, ex calciatore brasiliano (Rio de Janeiro, n. 1987)
- Marcelo Ledesma, ex calciatore argentino (Santiago del Estero, n. 1971)
- Marcelo Lipatín, ex calciatore uruguaiano (Montevideo, n. 1977)
- Nicolás Lodeiro, calciatore uruguaiano (Paysandú, n. 1989)
- Marcelo Lomba, calciatore brasiliano (Rio de Janeiro, n. 1986)

## M(9)
- Marcelo Machado dos Santos, calciatore brasiliano (Santo Amaro, n. 1994)
- Marcelo Augusto Mathias da Silva, calciatore brasiliano (Juiz de Fora, n. 1991 - La Unión, † 2016)
- Marcelo Miranda, ex calciatore cileno (Santiago del Cile, n. 1967)
- Marcelo Miño, calciatore argentino (Guatimozín, n. 1997)
- Germán Montoya, calciatore argentino (Córdoba, n. 1983)
- Marcelo Morales, calciatore cileno (San Miguel, n. 2003)
- Marcelo Morales, ex calciatore argentino (n. 1966)
- Marcelo Moreno, ex calciatore boliviano (Santa Cruz de la Sierra, n. 1987)
- Marcelo Moretto, ex calciatore brasiliano (Eldorado, n. 1978)

## N(1)
- Marcelo Nascimento da Costa, calciatore brasiliano (Manacapuru, n. 1984)

## O(4)
- Marcelo Ojeda, ex calciatore argentino (Avellaneda, n. 1968)
- Marcelo Oliveira Ferreira, ex calciatore brasiliano (Salvador, n. 1987)
- Marcelo José Oliveira, ex calciatore brasiliano (Santa Rita do Sapucaí, n. 1981)
- Marcelo Ortiz, calciatore argentino (Corrientes, n. 1994)

## P(14)
- Marcelo Carné, calciatore brasiliano (Rio de Janeiro, n. 1990)
- Marcelo Pereira da Costa, ex calciatore brasiliano (Campinas do Sul, n. 1980)
- Marcelinho Carioca, ex calciatore brasiliano (Rio de Janeiro, n. 1971)
- Marcelo Pacheco, ex calciatore cileno (Santiago del Cile, n. 1958)
- Marcelo Pagani, ex calciatore argentino (Santa Fe, n. 1941)
- Marcelo Palau, calciatore uruguaiano (Montevideo, n. 1985)
- Marcelo Miguel Pelissari, ex calciatore brasiliano (n. 1975)
- Marcelo Penta, ex calciatore argentino (Las Heras, n. 1985)
- Marcelo Pereira, calciatore honduregno (Tegucigalpa, n. 1995)
- Marcelo Perugini, ex calciatore argentino (Buenos Aires, n. 1984)
- Marcelo Pletsch, ex calciatore brasiliano (Toledo, n. 1976)
- Marcelo Pontiroli, ex calciatore argentino (San Andrés de Giles, n. 1972)
- Marcelo Posadas, calciatore salvadoregno (Santa Tecla, n. 1991)
- Marcelo Pérez, calciatore paraguaiano (Luque, n. 2001)

## R(3)
- Marcelo Ramírez, ex calciatore cileno (Santiago del Cile, n. 1965)
- Marcelo Rangel, calciatore brasiliano (Marechal Cândido Rondon, n. 1988)
- Marcelo Rolón, calciatore paraguaiano (Asunción, n. 2000)

## S(9)
- Marcelo Ramos, ex calciatore brasiliano (Salvador, n. 1973)
- Marcelo Saracchi, calciatore uruguaiano (Paysandú, n. 1998)
- Marcelo Saraiva, calciatore guatemalteco (n. 2002)
- Marcelo Sarmiento, ex calciatore argentino (Córdoba, n. 1979)
- Marcelo Sarvas, ex calciatore brasiliano (San Paolo, n. 1981)
- Marcelo Andrés Silva Fernández, calciatore uruguaiano (Mercedes, n. 1989)
- Marcelo Oliveira Silva, ex calciatore brasiliano (Belo Horizonte, n. 1984)
- Marcelo Sosa, ex calciatore uruguaiano (Montevideo, n. 1978)
- Marcelo Suárez, calciatore boliviano (Santa Cruz de la Sierra, n. 2001)

## T(5)
- Marcelo Tabárez, calciatore uruguaiano (Montevideo, n. 1993)
- Marcelo Tapia, calciatore uruguaiano (Montevideo, n. 1992)
- Marcelo Tavares, ex calciatore brasiliano (Santa Rosa de Viterbo, n. 1980)
- Marcelo Torrico, ex calciatore boliviano (Cochabamba, n. 1972)
- Marcelo Trivisonno, ex calciatore argentino (n. 1966)

## V(4)
- Marcelo Lopes, calciatore portoghese (Oeiras, n. 1994)
- Marcelo Vieira da Silva Júnior, calciatore brasiliano (Rio de Janeiro, n. 1988)
- Marcelo Velasco, calciatore boliviano (n. 1998)
- Marcelo Verón, ex calciatore argentino (Buenos Aires, n. 1978)

## W(1)
- Marcelo Weigandt, calciatore argentino (Avellaneda, n. 2000)

## Z(2)
- Marcelo Zalayeta, ex calciatore uruguaiano (Montevideo, n. 1978)
- Marcelo Zunino, ex calciatore cileno (Santiago del Cile, n. 1967)